# Crispijn van de Passe

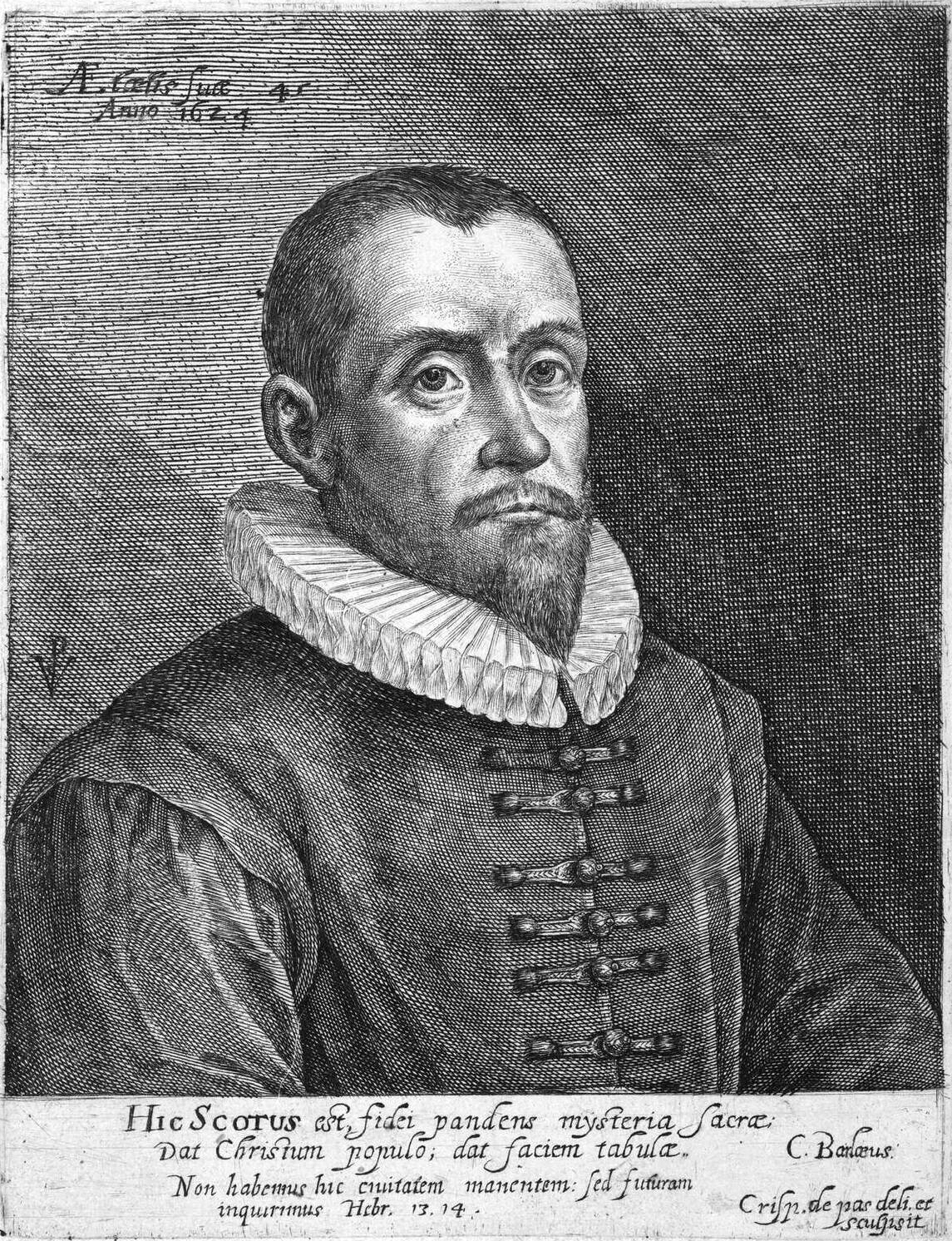
Thomas Scott (1624)

Crispijn o Crispyn o Crispin o Crispianus (van) de Passe, o Pas o Passaeus (Arnemuiden, 1564 – Utrecht, 6 marzo 1637 (sepolto)), è stato un incisore, pittore, disegnatore e miniaturista olandese del secolo d'oro, capostipite di una famosa famiglia di incisori.

## Biografia
Padre di Simon, Willem, Magdalena e Crispijn e nonno di Crispijn III, fu probabilmente allievo di Dirck Coornhert. Operò ad Anversa dal 1580 al 1588, dove, nel 1585, divenne membro della locale Corporazione di San Luca come maestro incisore. In seguito, a causa della conquista spagnola di Anversa e della sua fede anabattista, lavorò ad Aquisgrana dal 1588 al 1589, a Colonia dal 1589 al 1611, dove fondò una sua casa editrice e si sposò per la prima volta con Magd. Bock, a Parigi e a Francoforte sul Meno ed infine a Utrecht dal 1611 al 1637. In questa città, ottenuta nel 1613 la cittadinanza, continuò ad operare con successo come editore e incisore collaborando con i figli e con Aernout van Buchel. Nel 1636 si risposò con la vedova Sebastiaengen Herdrikdr. van Asch. I suoi figli estesero l'attività anche all'estero: a Parigi, Londra (in cooperazione con il libraio ed editore Hans Woutneel) e Copenaghen. Alla morte di Crispijn, seguirono a pochi anni di distanza anche quella dei figli ad eccezione del più vecchio (Crispijn II), il quale, trasferitosi ad Amsterdam, continuò l'attività di famiglia anche se con minor successo.
Crispijn realizzò principalmente ritratti per la nobiltà europea, alla maniera di Jan o Hieronymus Wierix, ma anche stampe di soggetto religioso, mitologico e allegorico e libri. Per il suo stile si può considerare appartenente alla scuola manierista di Haarlem. Subì la sua influenza Sten Adamsen.
Era solito utilizzare i monogrammi CVP e PCV, anche con le lettere intrecciate, per firmare le sue opere.
Furono suoi allievi i figli Willem, Magdalena e Crispijn, Johann Gelle, Peter Isselburg e, probabilmente, anche Cornelis Bloemaert II.

## Opere
- Ritratto di Thomas Scott, incisione, 14,8 x 12,9 cm, 1624, Museo Boijmans Van Beuningen, Rotterdam
- Ritratto di Maurizio d'Assia-Kassel, 1616, Hofbibliothek Arolsen[6]
- Ritratto di Ferdinando Magellano, incisione da Effigies regum ac principum, 12,7 x 17,78 cm, 1598, Beinecke Rare Book and Manuscript Library, Università di Yale, New Haven[7]
- Ritratto di Elisabetta I d'Inghilterra, incisione da Isaac Oliver, 1592-1595 con iscrizioni più tarde[8]
- Le conquiste di Ambrogio Spinola, incisione, 215 × 173 mm, 1606 circa, Museo Boijmans Van Beuningen, Rotterdam[9]
- Ritratto di Ambrogio Spinola, incisione, 121 × 92 mm, firmato in basso al centro  Crispin de pas excu, Museo Boijmans Van Beuningen, Rotterdam[10]
- I cospiratori del complotto "Polvere da sparo", incisione, 1605, National Portrait Gallery, Londra[11]